# Delphine Ugalde
Delphine Ugalde, alla nascita Élisabeth Gabrielle Pauline Amène Alida Beaucé (Parigi, 3 dicembre 1829 – Parigi, 19 luglio 1910), è stata un soprano francese.
Era la madre di Marguerite Ugalde.

## Carriera
Alla fine degli anni 1840, recita in numerose opere sia a Parigi, al Théâtre-Italien è Angèle in Le domino noir di Daniel Auber con Marie Caroline Miolan-Carvalho e alla Comédie-Italienne è Virginie nella prima assoluta di Le caïd di Ambroise Thomas.
Nel 1850 canta ad Anversa ed al La Monnaie/De Munt di Bruxelles. Torna, nel 1851 all'Opéra-Comique con La Fille du régiment ed alla Comédie-Italienne nella prima assoluta di Le château de la Barbe-bleu di Armand Limnander con Léon Carvalho e l'anno successivo  è la protagonista nel Galathée di Victor Massé.
All'Opéra-Comique, nel 1856 è Coraline in Le toréador e Camille in Zampa di Ferdinand Hérold. Recita quindi in opere di Henri Caspers, di Jacques Offenbach (Orphée aux Enfers), di Carl Maria von Weber e di Hervé.
Nel febbraio del 1861, Ugalde sopravvive ad un serio incidente di scena durante la rappresentazione de Le caïd a Caen.  Nel 1871 si ritira dalle scene, per riapparire in seguito in una sola opera nel 1873,  Seule.
La sua carriera prosegue nel 1880, all'Opéra-Comique, dove cura la regia di Le bois di Albert Cahen e nel 1885, al Théâtre des Folies-Dramatiques,  della prima assoluta di La fauvette du temple di André Messager.
Ugalde prende la direzione del Théâtre des Bouffes-Parisiens nel 1885. La sua prima produzione  è  La Béarnaise di Messager, occasione nella quale riporta Jeanne Granier sulle scene dal suo parziale ritiro per interpretare la doppia parte di Jacquette-Jacquet.